# Крайова Рада Народова

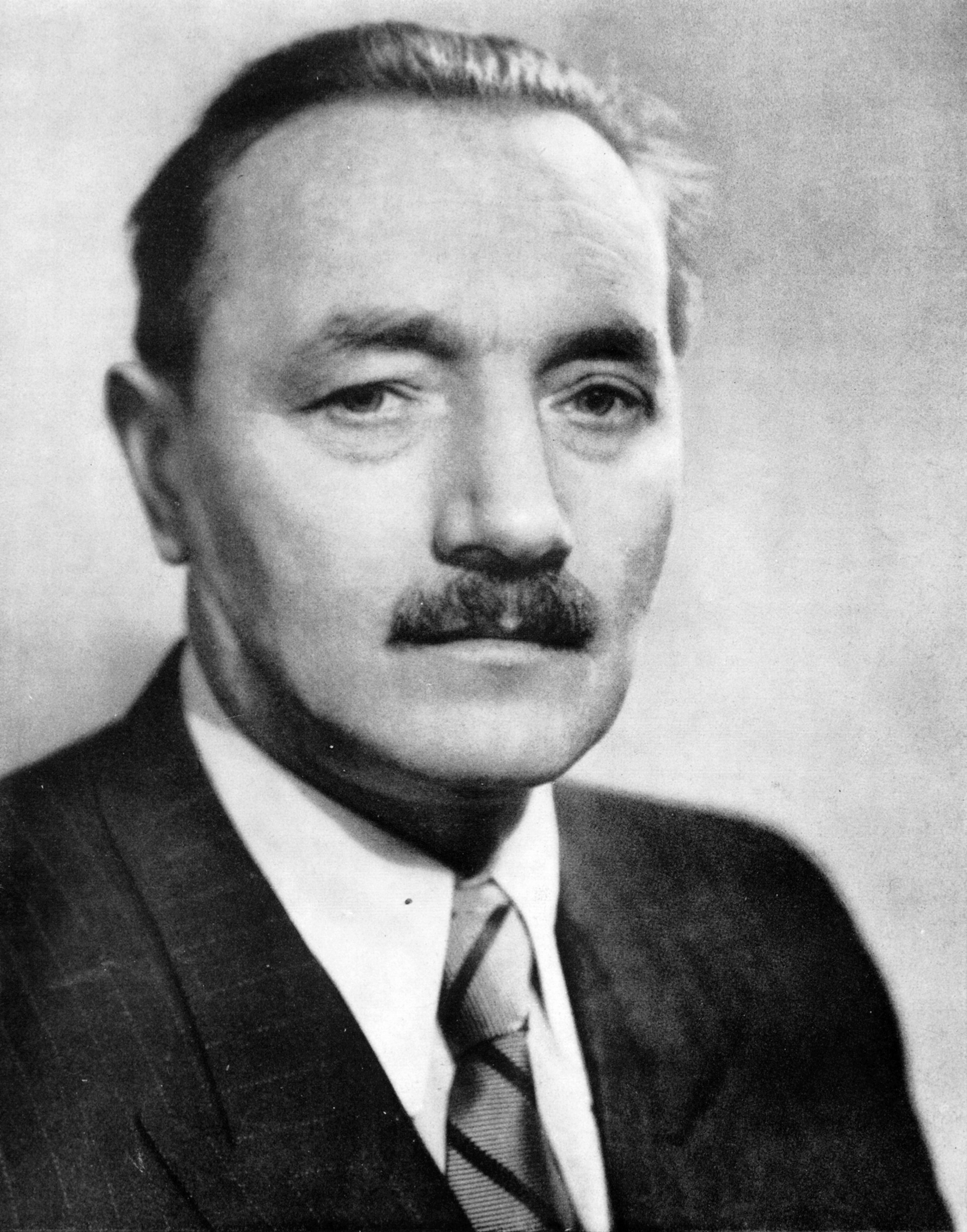
Болеслав Берут — единственный председатель Крайовой Рады Народовой

Kрайо́ва Ра́да Народо́ва, КРН (пол. Krajowa Rada Narodowa «государственный национальный совет»; 1 января 1944 — 4 февраля 1947) — политическая организация, созданная во время Второй мировой войны в качестве представительного органа (в противовес лондонскому правительству) польских национально-патриотических сил, с перспективой преобразования в польский парламент.

## История
Переговоры руководства Польской рабочей партии (ППР) с представителями других общественных, политических и военных организаций о создании Крайовой Рады Народовой начались в октябре 1943 года.
КРН была создана на конференции дружественных к СССР политических сил, проходившей 31 декабря 1943 — 1 января 1944 года в Варшаве (на ул. Твардой, 22). В состав Крайовой Рады Народовой вошли польские коммунисты, представители Польской рабочей партии, Польской социалистической партии, Польской крестьянской партии, Крестьянской партии, Демократической партии, Партии труда, а также представители профсоюзных организаций и беспартийные общественно-политические деятели.
Руководящим органом КРН являлся Президиум. Председателем Крайовой Рады Народовой был избран Болеслав Берут (член ЦК Польской рабочей партии).
Образование Крайовой Рады Народовой вызвало резкую отрицательную реакцию со стороны эмигрантского польского правительства Станислава Миколайчика в Лондоне, которое объявило о непризнании КРН.
9 января 1944 года «лондонское правительство» объявило о создании альтернативного представительного органа — «Рады Едности Народовой» (Rada Jedności Narodowej).

## Декреты Крайовой Рады Народовой
На первом заседании КРН 1 января 1944 года были приняты Временный устав КРН и временные уставы местных народных советов; декрет о создании Армии Людовой и декларация о союзе с СССР и борьбе с немецко-фашистской Германией.
Также, КРН обратилась к польскому народу с призывом препятствовать мероприятиям немецкой оккупационной администрации, сражаться с немецко-фашистскими оккупантами. Одновременно КРН обратилась к правительствам Англии, США и СССР с просьбой об оказании помощи оружием.
16 мая 1944 года делегаты КРН (Эдвард Осубка-Моравский, Мариан Спыхальский, Казимеж Сидор и Ян Ханеман) в районе Ковеля перешли линию фронта и вышли в расположение советских войск, а 17 мая 1944 года состоялась их первая встреча с представителями «Союза польских патриотов».
24 мая 1944 года в газете «Правда» было напечатано сообщение о прибытии 22 мая 1944 в Москву делегации КРН, составе и целях делегации.
26 мая 1944 года правительство СССР проинформировало правительство Великобритании о том, что прибывшие в Москву уполномоченные КРН хотят установить связи с представителями союзных держав с целью получить от них помощь и руководство СССР приняло решение встретиться с делегацией.
9 июля 1944 года на совещании, в котором принимали участие И. В. Сталин, Г. К. Жуков, Б. Берут, Э. Осубка-Моравский и М. Роля-Жимерский было принято решение о том, что первым центром деятельности КРН должен стать Люблин.
21 июля 1944 года КРН при участии «Союза польских патриотов» сформировала Польский комитет национального освобождения (ПКНО) — по сути, прообраз будущего правительства Польши.
25 июля 1944 года Польский штаб партизанского движения был преобразован в Отдел материально-технического снабжения верховного командования Войска Польского.
8 августа 1944 года КРН приняла решение о создании 2-й армии Войска Польского.
6 сентября 1944 года КРН приняла декрет о аграрной реформе, в соответствии с которым право собственности на землю немецких колонистов и польских коллаборационистов, получивших земли в период оккупации от немецкой оккупационной администрации «Краковского генерал-губернаторства» признавалось недействительным; также были определены предельные размеры земельных участков, находящихся в частной собственности граждан (50 гектаров в восточной части Польши и 100 гектаров — на западных землях). Для распределения земли был создан Государственный земельный фонд (Państwowy Fundusz Ziemi). В результате проведения земельной реформы крестьянам было передано 260 тыс. га земли, при этом 47 % земель получили безземельные крестьяне и батраки, 49 % малоземельные крестьяне и середняки, 4 % — ремесленники и другие категории населения. После проведения реформы, увеличилась поддержка ПКНО среди крестьян.
30 октября 1944 года решением КРН было создано командование авиацией Войска Польского.
31 декабря 1944 года КРН провозгласила ПКНО Временным правительством Польской республики, на этом же заседании пост председателя КРН был преобразован в пост президента республики.
1 января 1945 года КРН приняла решение о создании Генерального штаба Войска Польского, начальником которого был назначен генерал Владислав Корчиц.
В январе 1945 года декретом КРН был образован Польский народный банк. 10 января 1945 года была начата денежная реформа — использование в качестве платежного средства оккупационных злотых Краковского генерал-губернаторства было запрещено.
18 апреля 1945 года было создано Министерство национальной обороны
21 апреля 1945 года КРН заключила Договор о дружбе, взаимной помощи и послевоенном сотрудничестве между Союзом Советских Социалистических Республик и Польской Республикой. .
3 января 1946 года КРН приняла закон о национализации крупной и средней промышленности, банков, транспорта и средств связи.
21 сентября 1946 года КРН приняло решение о переходе к плановой экономике, в качестве первого народнохозяйственного плана был принят трёхлетний план восстановления народного хозяйства.
Крайова Рада Народова прекратила свою деятельность 4 февраля 1947 года, после избрания Законодательного сейма.
Печатным изданием КРН являлся информационный бюллетень «Rada Narodowa».